# Surrey Grass Court Championships 1979
Il Surrey Grass Court Championships 1979 è stato un torneo di tennis giocato sull'erba. È stata la 1ª edizione del Surrey Grass Court Championships che fa parte del Colgate-Palmolive Grand Prix 1979. Si è giocato a Surbiton in Gran Bretagna dal 18 al 24 giugno 1979.

## Campioni

### Singolare
Victor Amaya ha battuto in finale  Mark Edmondson con il punteggio di 6–4, 7–5

### Doppio
Tim Gullikson /  Tom Gullikson hanno battuto in finale  Pat Du Pré /  Marty Riessen con il punteggio di 6–3, 6–7, 8–6